# The Early Chapters
The Early Chapters – pierwsze EP szwedzkiej melodic death metalowej grupy Soilwork. Zostało wydane przez wytwórnię Listenable Records 20 stycznia 2004 roku. Zawiera ono dwa utwory zespołów Deep Purple oraz Mercyful Fate, oryginalne nagranie demo "Shadow Child" oraz utwór bonusowy z ich pierwszego albumu i dodatkowo piosenkę "The Aardvark Trail" w wersji koncertowej.

## Lista utworów
1. "Burn" (Cover Deep Purple) – 05:44
2. "Disintegrated Skies" (Instrumental) – 03:59
3. "Egypt" (Cover Mercyful Fate) – 05:22
4. "Shadow Child" (wersja demo) – 04:50
5. "The Aardvark Trail" (live) – 04:40

## Twórcy
- Björn "Speed" Strid − wokal
- Peter Wichers − gitary
- Ola Frenning − gitary
- Ola Flink − gitara basowa
- Sven Karlsson − keyboard
- Henry Ranta − perkusja